# Nanny Halvardsson
Nanny Halvardsson, född 2 juli 1906 i Gräsmarks socken, Värmland, död 26 maj 2017 i Högalids församling, var vid sin död Sveriges äldsta levande person sedan den cirka två månader äldre Ingeborg "Bojan" Damgren avlidit den 5 maj 2016 (bara två dagar innan hon skulle fyllt 110). Efter Halvardssons död blev den fem månader yngre Alice Östlund äldst i Sverige.

## Biografi
Nanny Halvardsson föddes 2 juli 1906 i Gräsmark i Värmland, som yngsta dotter till Jon Halvardsson (född 1866) och Karin Nordkvist (född 1869), hennes tvillingbror Ivar föddes samtidigt som Nanny, och hon hade tre äldre systrar.